# Diatenopteryx sorbifolia
Diatenopteryx sorbifolia är en kinesträdsväxtart som beskrevs av Ludwig Radlkofer. Diatenopteryx sorbifolia ingår i släktet Diatenopteryx och familjen kinesträdsväxter. Inga underarter finns listade i Catalogue of Life.